# Windsor Castle (Schiff, 1922)
Die Windsor Castle (II) war ein 1922 in Dienst gestelltes Passagierschiff, das für die britische Reederei Union-Castle Line im Passagier- und Postverkehr zwischen Großbritannien und Südafrika eingesetzt wurde. Am 23. März 1943 wurde das Schiff, das während des Zweiten Weltkriegs als Truppentransporter diente, an der Küste Algeriens durch einen Lufttorpedo versenkt.

## Vorgeschichte
Im Februar 1913 bestellte die Union-Castle Line bei der Schiffswerft Harland & Wolff im nordirischen Belfast zwei neue große Expressliner für ihren etablierten Passagier- und Postdienst nach Südafrika. Dies war eine der wichtigsten Handelsverbindungen Großbritanniens zur damaligen Zeit. Beide Schiffe sollten ein Merkmal haben, das bis dahin nur wenigen Passagierschiffen zu Eigen gewesen war: Vier Schornsteine. Der Plan sah es vor, dass bis 1915 mindestens eines der beiden Schiffe einsatzbereit sein sollte. Mit dem Ausbruch des Ersten Weltkriegs 1914 wurden die Pläne der Reederei jedoch durchkreuzt. Zunächst wurde davon ausgegangen, dass der Krieg nur wenige Monate dauern würde. 1915 aber, als erst eines der beiden Schiffe auf Kiel gelegt worden war, zeichnete sich ab, dass der Krieg nicht so schnell vorbei sein würde. Der Bau wurde daraufhin eingestellt, ohne dass mit der Arbeit an dem zweiten Schiff überhaupt begonnen worden war.
Erst nach Kriegsende konnte der Bau wieder aufgenommen werden. 1919 lief das vier Jahre zuvor auf Kiel gelegte Schiff vom Stapel. Es erhielt den Namen Arundel Castle. Der vor dem Krieg geschlossene Vertrag sah noch ein Schwesterschiff vor, sodass im selben Jahr der Kiel der Windsor Castle gelegt wurde. Obwohl die Baupläne beider Schiffe vor dem Ersten Weltkrieg ausgefertigt worden waren, wurde nichts am ursprünglichen Design geändert. Beide Schiffe erhielten die vorgesehenen vier Schornsteine, einen dunklen eleganten Rumpf und weiß gestrichene Decksaufbauten. Sie waren zwei von nur 14 Schiffen mit vier Schornsteinen, die je gebaut wurden und die einzigen beiden davon, die nicht für den Nordatlantikverkehr zwischen Europa und Nordamerika in Dienst gestellt wurden. Außerdem waren sie die beiden einzigen Vierschornsteiner in der Geschichte der Union-Castle-Line.

## Frühe Jahre
Das 18.967 BRT große Dampfturbinenschiff wurde letztendlich auf der Schiffswerft John Brown & Company in Clydebank bei Glasgow gebaut, da die Kapazitäten von Harland & Wolff mit dem Bau des Schwesterschiffs Arundel Castle (18.980 BRT) bereits erschöpft waren. Am 9. März 1921 lief das 192,77 Meter lange und 20,10 Meter breite Passagier- und Postschiff vom Stapel. Es wurde von Eduard VIII., dem Prince of Wales, auf den Namen Windsor Castle getauft. Dies war eine große Ehre, denn es war das erste Mal, dass ein Passagierschiff von einem Mitglied der königlichen Familie getauft wurde. Sie war das zweite Schiff dieses Namens. Bereits 1872 war für die Vorgänger-Reederei Castle Mail Packet Company Ltd. (bekannt als Castle Line) ein Schiff namens Windsor Castle vom Stapel gelaufen (1959 wurde ein drittes Schiff mit diesem Namen in Dienst gestellt.)
Die Windsor Castle bot 234 Passagieren der Ersten, 362 Passagieren der Zweiten und 274 Passagieren der Dritten Klasse Platz. Das Schiff hatte neben den vier Schornsteinen zwei Masten und zwei Propeller und konnte eine Höchstgeschwindigkeit von 18 Knoten erreichen. Im April 1922 lief die Windsor Castle zu ihrer ersten Fahrt auf der Route Southampton–Kapstadt aus. Die Tafelbucht wurde am 9. Mai 1922 erreicht. Sie war eines der hervorstechendsten Schiffe auf dieser Route. Die beiden Schwesterschiffe waren zu dem Zeitpunkt die größten und schnellsten Schiffe der Union-Castle Line.
Zur luxuriösen Ausstattung gehörten ein Schwimmbad, ein Gymnastikraum sowie elektrisch betriebene Aufzüge. Auch auf die Sicherheitsausrüstung wurde geachtet. Das Schiff war mit einem Doppelboden ausgestattet, der über die gesamte Schiffslänge reichte und verfügte über genügend Rettungsboote für alle Passagiere und Besatzungsmitglieder. Dazu war der Rumpf in zwölf wasserdichte Abteilungen unterteilt.

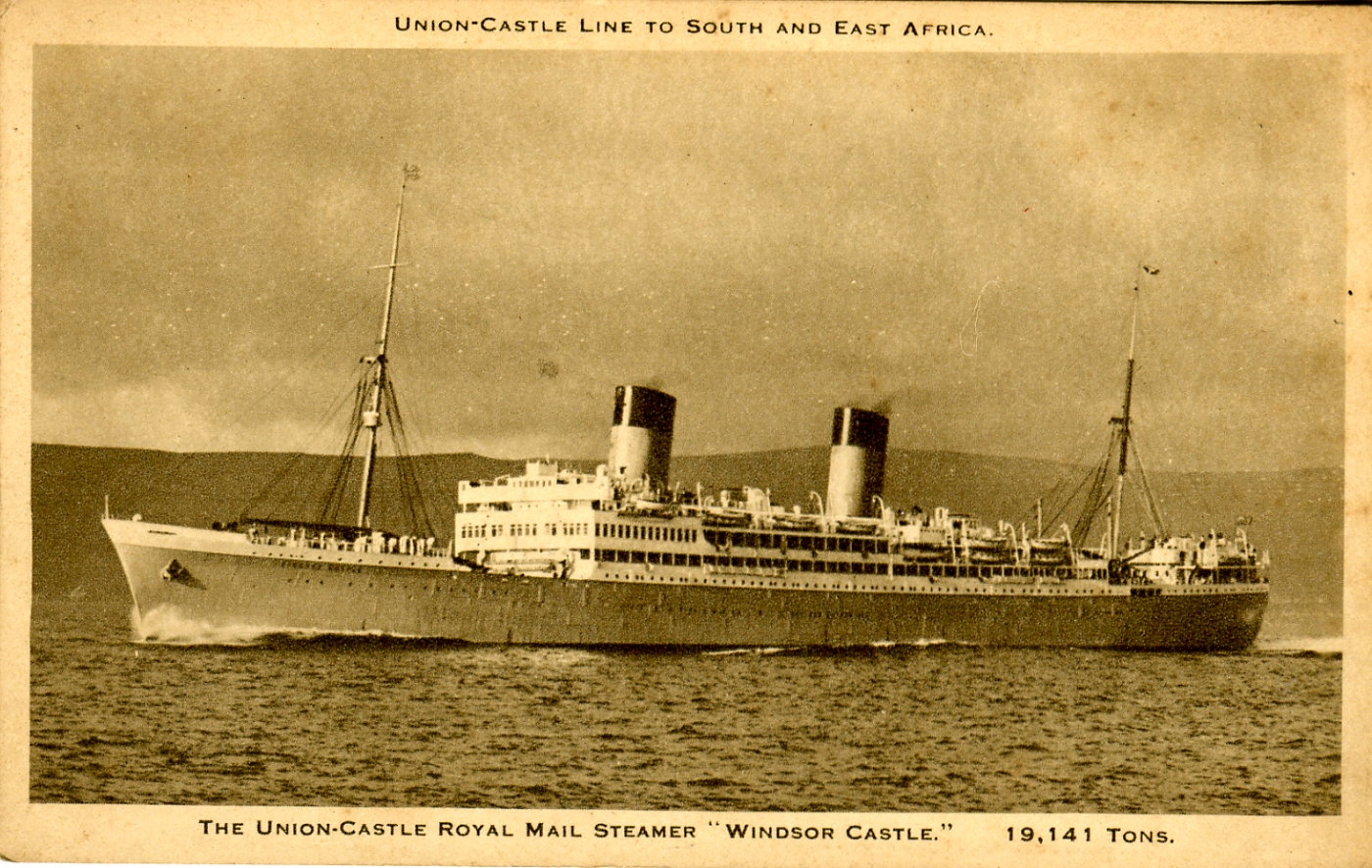
Die Windsor Castle nach ihrem Umbau 1936 mit nur zwei Schornsteinen

In den folgenden Jahren wurden viele neue, modernere Schiffe in Dienst gestellt. 1936 wurden die Windsor Castle und die Arundel Castle daher bei Harland & Wolff umgebaut und modernisiert, um mit der Konkurrenz mithalten zu können. In diesem Zug erhielt die Windsor Castle einen neuen Bug, neue Turbinen, neue Kessel und einen um 25 Fuß (7,62 Meter) längeren Rumpf. Zusätzlich wurde von Kohle- auf Ölverbrennung umgestellt. Die Höchstgeschwindigkeit erhöhte sich dadurch auf 20 Knoten. Die Passagierkapazität wurde auf 604 Reisende heruntergefahren. Außerdem wurden die vier Schornsteine demontiert und durch zwei neue, kürzere ersetzt. Durch die Umbauten erweiterte sich die Tonnage von 18.967 BRT auf 19.118 BRT. Im Januar 1938 nahm die Windsor Castle ihren Dienst wieder auf.

## Zweiter Weltkrieg und Versenkung
Im September 1939 wurde die Windsor Castle von der Royal Navy zum Truppentransporter bestimmt. Im Zuge dessen wurde ihr Rumpf grau angestrichen und viele der Bullaugen und Fenster der Decksaufbauten wurden verdeckt.
Am 4. November 1940 wurde das Schiff westlich von Irland von mehreren Focke-Wulf Fw 200 der I. Gruppe des Kampfgeschwaders 40 angegriffen. Eine 250-kg-Bombe schlug im Rauchsalon der Ersten Klasse ein, detonierte jedoch nicht und das Schiff erreichte am folgenden Tag sicher seinen Zielhafen Greenock. 1942 diente die Windsor Castle als Truppentransporter auf dem Nordatlantik, um Truppen von Kanada und den Vereinigten Staaten nach Europa zu bringen. Sie und ihr Schwesterschiff nahmen außerdem am Afrikafeldzug teil.
Am frühen Morgen des 23. März 1943 wurde die Windsor Castle 110 Seemeilen nordwestlich von Algier im Geleitzug KMF 11 fahrend, von mehreren Heinkel He 111H-6 LT der I. Gruppe des Kampfgeschwaders 26 mit Lufttorpedo getroffen und sank 13 Stunden später. Neben 290 Besatzungsmitgliedern waren 2699 Soldaten an Bord. Es gab jedoch nur ein Todesopfer, den Maschinisten William Ogilvie Mann. Das Schiff sank mit dem Heck voran. Der Kapitän des Schiffs, John C. Brown, gab die letzte Position mit 37° 27' N – 00° 54' E an. Die Überlebenden wurden von den Zerstörern Whaddon, Eggesford und Douglas gerettet.